# 大隈郁仁
大隈 郁仁（おおくま ゆうじ、1958年（昭和33年）8月3日 - ）は広島県出身の実業家。東急不動産ホールディングス社長、不動産協会副理事長などを務めた。

## 経歴
1958年（昭和33年）広島県に生まれる。修道高等学校を経て、1982年横浜市立大学商学部卒業。
新卒で東急不動産入社。その後、執行役員ビル事業本部長、取締役経営企画統括部統括部長、東急不動産ホールディングス取締役執行役員を歴任し、2015年東急不動産ホールディングス社長に就任。2019年不動産協会副理事長。